# Mejdal
Mejdal er et parcelhusområde i udkanten af Holstebro, som har karakter af forstad. Forstaden er en del af Holstebro By. Mod vest grænser Mejdal op til Ringvejen, mod syd op til Søndre Plantage og mod nord op til Vandkraftsøen. I sydøstlig retning har Mejdal igennem de seneste år vokset sig større og et nyt boligområde er stadig under udvikling i denne del af forstaden. Mejdal er dermed stort set vokset ud til Halgård Skole, hvor de fleste af byens børn går i skole, indtil 7. klasse, hvorefter de går på overbygningen på Tvis Skole. 

## Beboere
Der bor omkring 3.000 mennesker i Mejdal og Halgård (2012) og det tal forventes at stige med den mulige sammenslutning af Mejdal og Halgård. Mejdal er en stor forstad i forhold til andre forstæder i Holstebroområdet, hvor for eksempel Tvis kun har omkring 1.500 indbyggere og Mejrup Kirkeby kun har omkring 3.000 indbyggere. Mejdal er et meget voksende samfund, hvor mange familier flyttende til, på grund af den gode skoleordning, med Halgård og Tvis skole, som i både 2010  og 2011 havde det bedste eksamensgennemsnit i Region Midtjylland.
Mejdal fik i 2009 rykket bygrænsen omkring en kilometer længere ud mod Tvis, af hensyn til det nye område, Kuben der i dag er ved at være helt bebygget. Der ligger omkring 20 byggerier i Kuben.

## Fritids- og kulturliv
Mejdalhallen med tilhørende fodboldbaner, tennisbaner og spejderfaciliteter er et centralt samlingspunkt i forstaden. Hallen og de ydre faciliteter anvendes især af idrætsforeningen Mejdal GIK, hvor man bl.a. kan spille fodbold og håndbold, samt dyrke gymnastik. Byens årlige gedemarked, Mejdal Kræmmer- og Gedemarked afholdes også omkring Mejdalhallen.

## Rekreative områder
- Søndre Plantage, som omgiver jernbanen mod Herning
- Vandkraftsøen, hvor der ligger en række villaer og parcelhuse, samt en campingplads og 3Fs afdeling i Holstebro.

|  | Denne artikel om lokaliteten Mejdal kan blive bedre, hvis der indsættes et (bedre) billede. Du kan hjælpe ved at afsøge Wikimedia Commons for et passende billede eller lægge et op på Wikimedia Commons med en af de tilladte licenser og indsætte det i artiklen. |

56°20′50″N 8°39′10″Ø / 56.34722°N 8.65278°Ø